# Бирбаум, Отто Юлиус
Отто Юлиус Бирбаум (нем. Otto Julius Bierbaum, выступал также под псевдонимом Мартин Мёбиус; 28 июня 1865, Грюнберг, Нижняя Силезия — 1 февраля 1910, Дрезден) — немецкий прозаик, журналист и либреттист
.

## Жизнь и творчество
О. Ю. Бирбаум вырос в Дрездене и Лейпциге. Изучал философию, право и китайский язык в университетах Мюнхена, Цюриха, Берлина и Лейпцига. В 1887 году вступает в студенческое братство буршеншафт Corps Thuringia Leipzig. После окончания университетского образования пишет фельетоны и рецензии, затем работает редактором, издаёт журналы «Новое немецкое обозрение», «Пан», «Остров». До 1893 года О. Ю. Бирбаум живёт в Мюнхене и в Верхней Баварии, затем часто меняет места проживания — Берлин, Тироль, Италия, Эппан, Вена. В 1900—1909 он вновь в Мюнхене, оттуда переезжает в Дрезден.
Был весьма разносторонним сочинителем. Лирика О. Ю. Бирбаума использует формы миннезанга, анакреонтической поэзии, а также народных песен (сборники стихотворений Modernes Leben, 1892 и Irrgarten der Liebe, 1901). В 1896 году выходит в свет его роман Женщина-змея (Die Schlangendame), 1897 году — роман Штильпе. Роман, написанный с точки зрения лягушки (Stilpe), в 1898 году — сборник рассказов Кактус и другие рассказы художника (Kaktus und andere Künstlergeschichten), в 1899 году — роман Красавица из Пао (Das schöne Mädchen von Pao), в 1903 году — сочинение в виде записок путешественника Чувствительное путешествие в автомобиле (Eine empfindsame Reise im Automobil). В нём описывается поездка, совершённая автором и его супругой в 1902 году на автомобиле марки Adler из Германии через Прагу и Вену в Италию, с обратным маршрутом через Швейцарию. Чувствительное путешествие в автомобиле является первым в немецкоязычной литературе описанием автомобильного путешествия. На обратном пути О. Ю. Бирбаум становится первым автомобилистом, пересекшим на машине перевал Сен-Готард.

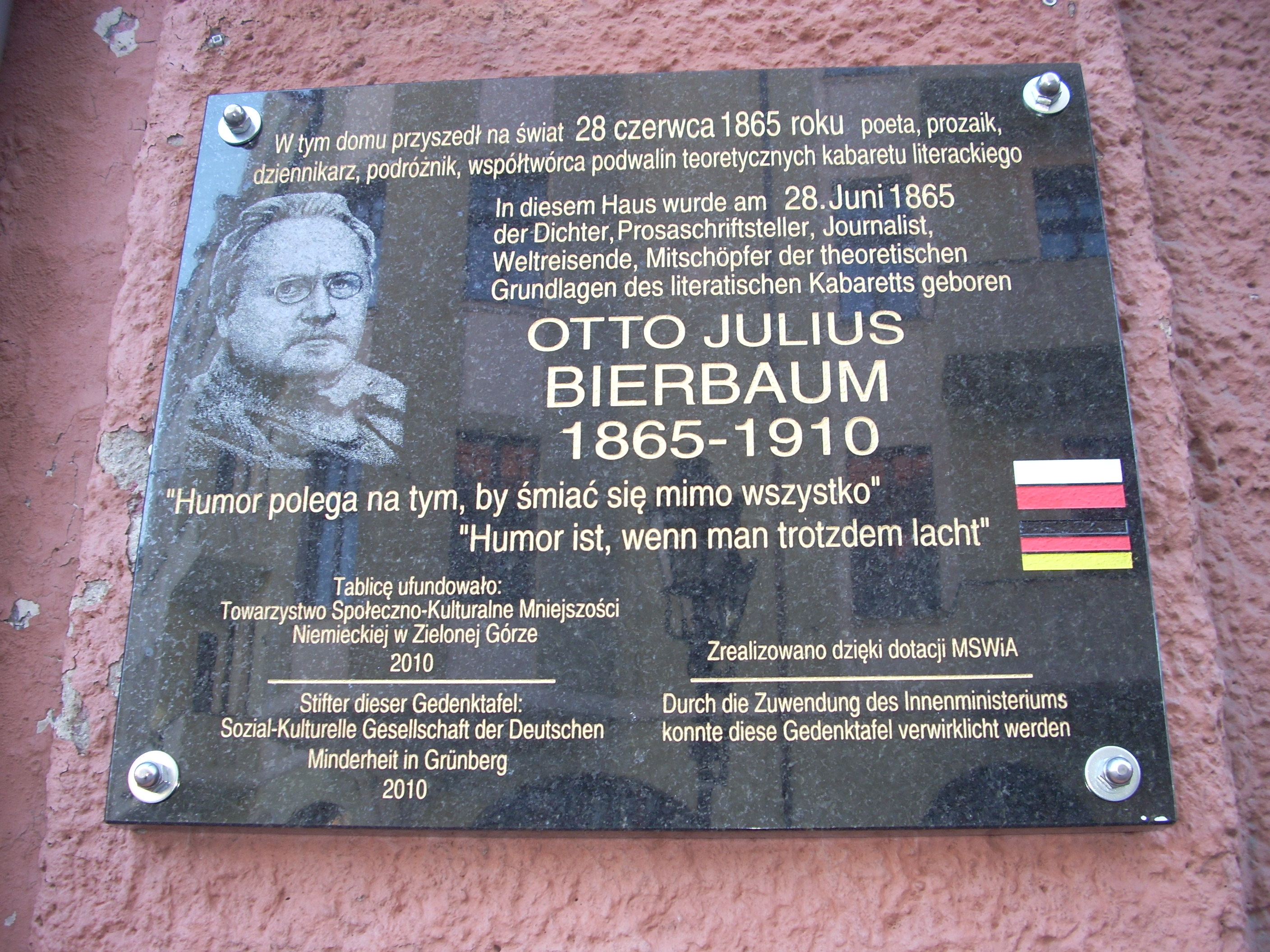
Памятная доска на родном доме О. Ю. Бирнбаума

Наиболее значительные либретто, созданные Бирбаумом, — «Лобетанц» (1898, композитор Людвиг Тюйе) и Влюблённая принцесса (1904, композитор Оскар фон Шелиус). В 1905 году О. Ю. Бирбаум издаёт свой вариант Пиноккио Карло Коллоди — роман Приключения Цепфель Керна (Zäpfel Kerns Abenteuer). В том же году выходит его сборник новелл Адский автомобиль (Das höllische Automobil).
На стихи Бирбаума писали музыку Хуго Альвен, Альбан Берг, Бернард ван Дирен, Альма Малер, Макс Регер, Александр фон Цемлинский, Арнольд Шёнберг, Рихард Штраус и др. композиторы ().

## Семья
Первый брак Отто Бирбаума (1892), с педагогом Августой (Густи) Ратгебер (1872—1926) из Дисена, распался в середине 1890-х годов. В это время он работал в Мюнхене над либретто с композитором и дирижёром Оскаром Фридом, с которым был дружен на протяжении ряда лет. У последнего завязался роман с женой Бирбаума, она оставила мужа и уехала с Фридом в Париж (они заключили брак лишь в 1899 году, когда ей удалось наконец оформить свой развод с Бирбаумом). В 1901 году Бирбаум женился на флорентийке Джемме Прунетти-Лотти (1877—1925); их переписка была опубликована уже после смерти писателя в 1921 году.